# Movimento Culturale Berbero
Il Movimento Culturale Berbero fu un movimento politico berberista sorto in Algeria in seguito alla primavera berbera del 1980 obiettivo alla rivendicazione di diritti culturali e linguistici per la componente berbera. Il movimento raccolse gli attivisti del Fronte delle Forze Socialiste e la componente liberale del movimento si raccolse successivamente nel Raggruppamento per la Cultura e la Democrazia. Il movimento, basato in Cabilia, si caratterizzò per una ferma difesa della laicità, in contrapposizione all'islamismo sempre più popolare nel resto dell'Algeria tra gli anni 1980 e 1990, veicolato dal Fronte Islamico di Salvezza.